# Ryszard Rzepecki (pracownik naukowy)
Ryszard Rzepecki – polski biochemik, profesor nauk ścisłych i przyrodniczych, pracownik naukowy Uniwersytetu Wrocławskiego, kierownik Pracowni Białek Jądrowych Wydziału Biotechnologii Uniwersytetu Wrocławskiego.

## Życiorys
W 1990 r. obronił pracę doktorską Właściwości roślinnej nukleazy jądrowej i jej udział w syntezie DNA, przygotowaną pod kierunkiem prof. Jana Szopy. W 2001 r. habilitował się na podstawie pracy zatytułowanej Oddziaływanie białek szkieletu jądrowego z kwasami nukleinowymi. W 2020 otrzymał nominację profesorską. Piastuje stanowisko profesora na Uniwersytecie Wrocławskim, gdzie jest kierownikiem Pracowni Białek Jądrowych na Wydziale Biotechnologii.